# سیگموندور گونلاگسون
سیگموندور گونلاگسون (انگلیسی: Sigmundur Davíð Gunnlaugsson؛ زادهٔ ۱۲ مارس ۱۹۷۵) یک سیاست‌مدار اهل ایسلند و نخست‌وزیر ایسلند است که در ۵ آوریل ۲۰۱۶ پس از افشای اسناد پاناما گفته موقتاً سمت خود را ترک خواهد کرد.